# هنگ کماندوی لبنان
هنگ کماندوی لبنان (عربی: فوج المغاوير، آوانگاری: Fawj al-Maghaweer) هنگ نیروهای ویژه نیروهای مسلح لبنان و تحت امر فرماندهی عملیات ویژه لبنان است، که در سال ۱۹۶۶ تأسیس شد.
در سال ۱۹۶۰، ژنرال امیل بوستانی، فرمانده وقت شمال لبنان، و محمود طی ابوضرغام در مورد ایجاد یک واحد کماندویی بحث کردند. پس از اینکه بوستانی فرمانده نیروی هوایی لبنان شد، به کاپیتان ابو ضرغام دستور داد تا چنین واحدی را آموزش داده و تشکیل دهد. واحد جدید با تفنگ‌های برتا تجهیز شد. دوره دو ماهه اول ۲۵۰ داوطلب، از جمله سرهنگ نبیه فرحات و مخول حکیم که در مدرسه کماندویی مصر تحصیل کرده بودند را پذیرفت که از این تعداد ۶۵ نفر قبول شدند. دوره دوم تعداد نفرات را به ۱۵۰ نفر افزایش داد. گروهان کماندویی در طول جنگ شش روزه به جنوب لبنان اعزام شد. این واحد در سال ۱۹۷۵ به دلیل جنگ داخلی لبنان کاهش یافت و اعضای آن هسته اصلی واحدهای جدید، از جمله المکافهه را تشکیل دادند. واحد کماندویی زمانی که ابو ضرغام رئیس ستاد نیروی هوایی شد، مورد توجه بیشتری قرار گرفت. به گفته ابو ضرغام، نحوه آموزش، به‌کارگیری و نحوه برخورد با کماندوها در سال ۱۹۷۵ تغییر کرد.